# Marcel Orfidan
Marcel Lucien Orfidan (né le 8 avril 1897 à Izernore et mort le 21 août 1979 à Oyonnax), est un athlète français, spécialiste du 110 mètres haies et du saut en longueur. En 1920, il remporte le 110 m haies des championnats de France. La même année, il fait partie de la sélection française qui prend part aux Jeux olympiques se déroulant à Anvers. 

## Biographie

### Jeunesse
Marcel Orfidan naît le 8 avril 1897. Il est le fils de Barthélémy Orfidan, facteur au village d'Izernore, et de Marie Hélène Riampon. 
Âgé de 17 ans au début de la Première Guerre mondiale, il est incorporé aux effectifs du 23e régiment d'infanterie à compter du 8 janvier 1916. Il restera dans les rangs de l'armée jusqu'à sa démobilisation en janvier 1920. 

### Carrière sportive
Marcel Orfidan connaît une carrière sportive fulgurante. Il semble commencer l'athlétisme aux alentours de 1914 puisqu'en juin de cette année, il participe aux championnats régionaux de la région de Lyon. En 1918, alors dans les rangs de l'armée, il obtient une deuxième place au saut en longueur des Critériums nationaux militaires en sautant 6,04 m. L'année suivante, il saute 6 m lors d''une compétition à Oyonnax.  
L'année 1920 fut celle de ses succès. Il commence sa saison en remportant, le 9 mai, un concours de saut en longueur à Lyon avec une performance de 6,06 m. Il remporte également une course de 110 m haies lors de la même compétition. Deux semaines plus tard, il saute 6,56 m à Strasbourg, soit 50 centimètres de plus que lors de sa précédente apparition. Il participe également à un nouveau 110 mètres haies, expérience qu'il réitérera début à la mi-juin à Oyonnax. Le 20 juin, il s'essaie au 100 mètres et au saut à la perche en accomplissant les performances respectives de 11 s 8 et 2,60 m. Début juillet, il remporte le 110 m haies et le saut en longueur des championnats du Lyonnais.  

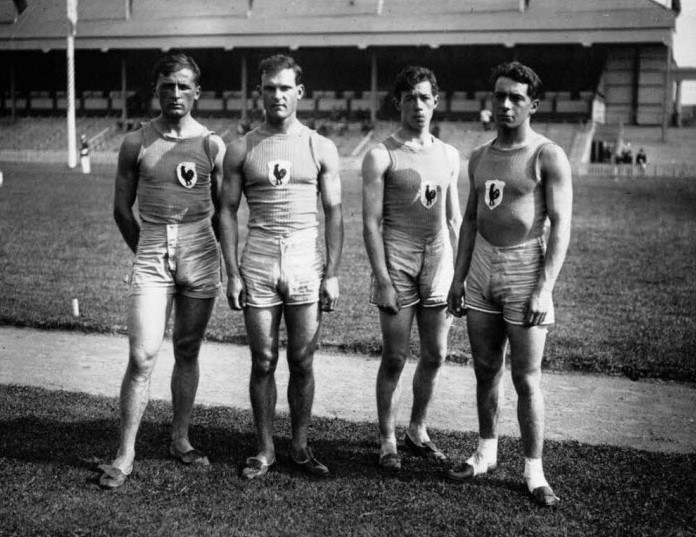
Les sauteurs en longueur français des Jeux de 1920. De gauche à droite : Charles Guézille, Marcel Orfidan, Charles Courtin, Eugène Coulon.

Aux championnats de France, Marcel Orfidan accède à la finale à 4 du 110 m haies avec le dernier temps des qualifiés. Le lendemain, le 18 juillet, il devient champion de France de l'épreuve à la surprise générale. Bien que coupant la ligne d'arrivée en 3e position derrière Géo André et Henry Bernard, ces derniers sont déclassés pour avoir renversé plus de trois haies dans leur course,. Il remporte également une médaille de bronze au saut en longueur avec un saut mesuré à 6,59 m,. Ces résultats lui permettent d'être sélectionné pour représenter la France aux Jeux olympiques. À Anvers, il est éliminé des qualifications de la longueur avec un meilleur saut à 6,39 m, ce qui aboutit à une 14e place finale. Bien qu'annoncé également sur 110 mètres haies, il ne participe finalement pas à l'épreuve. De retour en France, il participe notamment à un match opposant l'équipe des États-Unis à une sélection du Sud-Est de la France.  
Dès 1921, la présence d'Orfidan sur les pistes se réduit. Il ne prend pas part aux championnats de France bien qu'annoncé, dans un premier temps, uniquement sur saut en longueur,. À partir de 1922, ses apparitions sont inexistantes. En 1923, il est élu à la commission athlétisme du CS Oyonnax. En 1926, il entraîne un groupe de la Fédération sportive du travail à Oyonnax. Sa présence autour d'un stade est signalée une dernière fois en septembre 1949.   

## Après l'athlétisme
Après sa brève carrière athlétique, Marcel Orfidan devient négociant d'articles pour peigne à Oyonnax. 
Il connaît ensuite quelques déboires avec la justice puisqu'en janvier 1926, il est condamné à 10 mois de prison par le tribunal de Nantua pour violences sur un agent dépositaire de l'autorité publique,. En appel, cette peine fut ramenée à 1 mois. 
Marcel Orfidan se marie avec Marie Augustine Curtet à Oyonnax en 1927. 
Il meurt le 21 août 1979 à Oyonnax, à l'âge de 82 ans.

## Palmarès
| Date | Compétition            | Lieu  | Résultat | Épreuve          | Temps  |
| ---- | ---------------------- | ----- | -------- | ---------------- | ------ |
| 1920 | Championnats de France | Paris | 1er      | 110 m haies      | 17 s 2 |
| 1920 | Championnats de France | Paris | 3e       | Saut en longueur | 6,59 m |

| Date | Compétition     | Lieu   | Résultat | Épreuve          | Temps  |
| ---- | --------------- | ------ | -------- | ---------------- | ------ |
| 1920 | Jeux olympiques | Anvers | 14e      | Saut en longueur | 6,39 m |

## Records
| Épreuve          | Marque | Lieu    | Date            |
| ---------------- | ------ | ------- | --------------- |
| 110 mètres haies | 17 s 2 | Paris   | 18 juillet 1920 |
| Saut en longueur | 6,65 m | Inconnu | 1920            |